# Lesegno
Lesegno é uma comuna italiana da região do Piemonte, província de Cuneo, com cerca de 838 habitantes. Estende-se por uma área de 14 km², tendo uma densidade populacional de 60 hab/km². Faz fronteira com Castellino Tanaro, Ceva, Mombasiglio, Niella Tanaro, San Michele Mondovì.

## Demografia
| Variação demográfica do município entre 1861 e 2011                               |
|                                                                                   |
| Fonte: Istituto Nazionale di Statistica (ISTAT) - Elaboração gráfica da Wikipedia |